# Ile de Ré : Fier d'Ars
Ile de Ré : Fier d'Ars este o arie protejată (sit de importanță comunitară — SCI) din Franța întinsă pe o suprafață de 3.890 ha, din care 54 % marine.

## Localizare
Centrul sitului Ile de Ré : Fier d'Ars este situat la coordonatele 46°13′47″N 1°27′43″W / 46.22972°N 1.46194°V.

## Înființare
Situl Ile de Ré : Fier d'Ars a fost declarat arie specială de conservare în baza directivei 92/43 din 1992 referitoare la conservarea habitatelor naturale și a faunei și florei sălbatice pentru a proteja 1 specie de plante și 1 specie de animale.

## Biodiversitate
Situată în ecoregiunea atlantică, aria protejată conține 11 habitate naturale: Vegetație anuală la limita mareei, Salicornia și alte specii anuale care populează regiunile mlăștinoase și nisipoase, Lagune de coastă, Dune mobile cu vegetație embrionară, Dune de coastă fixe cu vegetație erbacee („dune gri”), Pajiștile Spartina (Spartinion maritimae), Tufărișuri halofile mediteraneene și termo-atlantice (Sarcocornetea fruticosi), Pășuni atlantice udate de apa mării (Glauco-Puccinellietalia maritimae), Liziere de ierburi înalte hidrofile de câmpie și de nivel montan până la alpin, Estuare, Terase mlăștinoase și terase nisipoase neacoperite de apă la reflux.
La baza desemnării sitului se află mai multe specii protejate:
- plante (1): Omphalodes littoralis
- mamifere (1): liliac cârn (Barbastella barbastellus)

Pe lângă speciile protejate, pe teritoriul sitului au mai fost identificate 5 specii de plante, 1 specie de păsări, 4 specii de amfibieni, 7 specii de mamifere, 2 specii de reptile.